# Opuntia lasiacantha
Opuntia lasiacantha es una especie fanerógama perteneciente a la familia Cactaceae. Es nativa de Norteamérica en México.

## Descripción
Opuntia lasiacantha es un arbusto con estructura de árbol con  ramas erguidas, alcanzando un tamaño de 0,5 a 4 metros de altura. De color verde, desnudo, con secciones elípticas de 18 a 30 cm de largo y 12,5 a 17 centímetros de ancho. Las pequeñas aréolas están de 2 a 3 cm de distancia con gloquidios en color amarillo de 2 a 4 milímetros de largo. Con hasta tres débiles espinas con proyección hacia atrás, rectas, de color blanquecino o amarillo grisáceo con la edad. Las flores de color amarillo a naranja, alcanzan una longitud de entre 5 y 7 centímetros. Las frutas en forma de cono, de color amarillo verdoso, rojizo teñido  es comestible, están adornadas con gloquidios y espinas, miden de 3,5 a 4,5 centímetros de largo y tienen un diámetro de 2 a 3 cm.

## Taxonomía
Opuntia lasiacantha  fue descrita por Ludwig Karl Georg Pfeiffer y publicado en Enumeratio Diagnostica Cactearum 160. 1837.
Etimología
Opuntia: nombre genérico  que proviene del griego usado por Plinio el Viejo para una planta que creció alrededor de la ciudad de Opus en Grecia.
lasiacantha: epíteto latino que significa "lanudo, espinoso".
Sinonimia
- Opuntia rzedowskii

## Nombre común
- Nopal, Nopal De Cerro

## Galería de imágenes
|                            |
| Vista general de la planta |

|      |
| Flor |

|        |
| Frutos |

|                                  |
| Ilustración de María Emily Eaton |